# والدمار مالاک

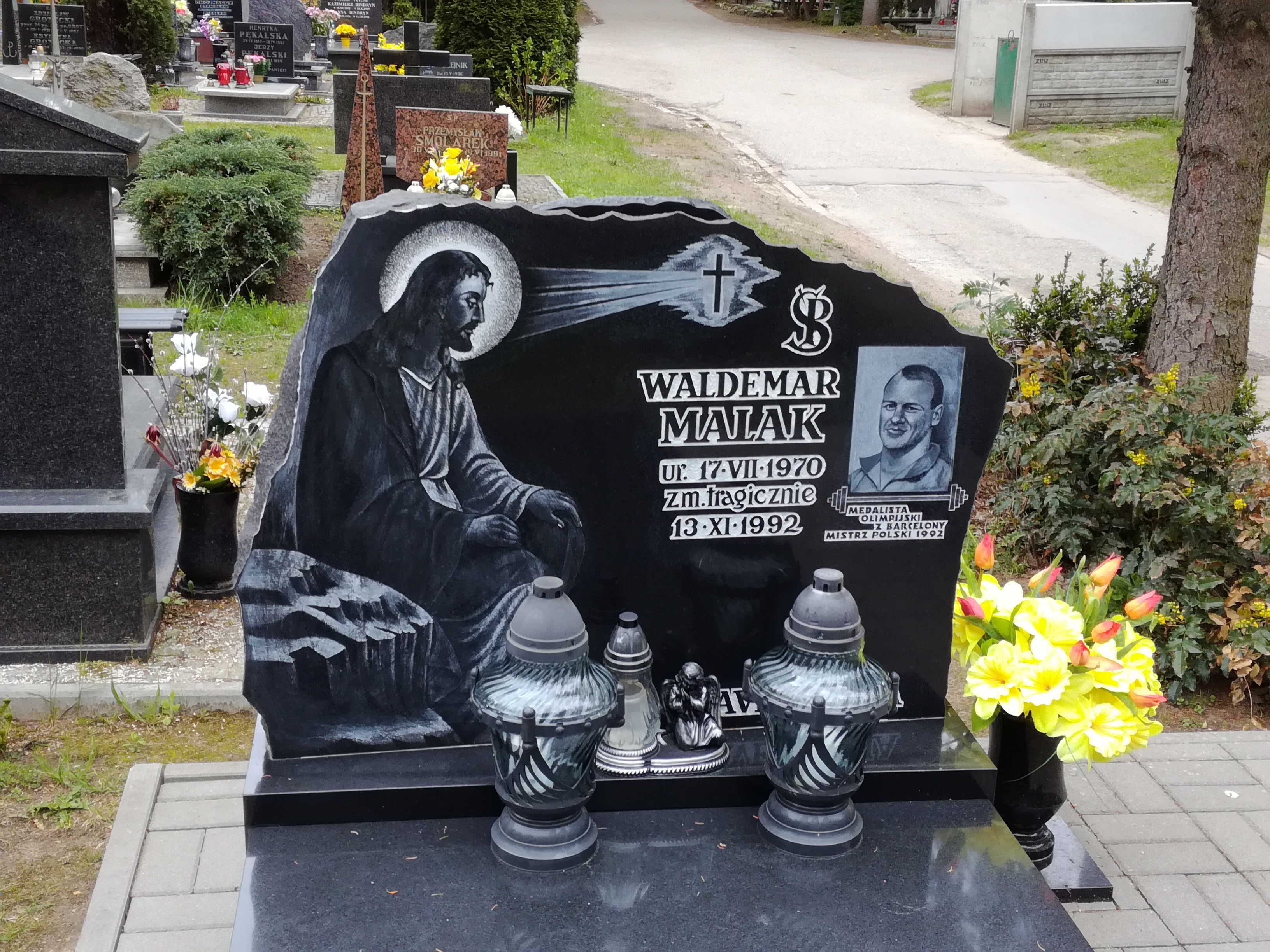
سنگ مزار «والدمار مالاک»

والدمار مالاک (لهستانی: Waldemar Malak; ۱۷ ژوئیهٔ ۱۹۷۰ – ۱۳ نوامبر ۱۹۹۲) وزنه‌بردار اهل لهستان بود.